# 北京经济技术开发区

北京经济技术开发区（绿色）在北京市区的位置

北京经济技术开发区，或被称为亦庄开发区，（英文缩写，全称为），位于北京市东南部（主要包括行政区划上的大兴区荣华街道、博兴街道全域以及大兴区亦庄地区、瀛海地区、通州区台湖镇、马驹桥镇的部分区域），临近南五环和京津塘高速公路，是中国国家级经济技术开发区之一，是一个类似市辖区级行政单位，由北京市政府派出机构北京市经济技术开发区管委会在经开区(约60平方公里)规划范围内行使区级人民政府行使的职权。

## 历史

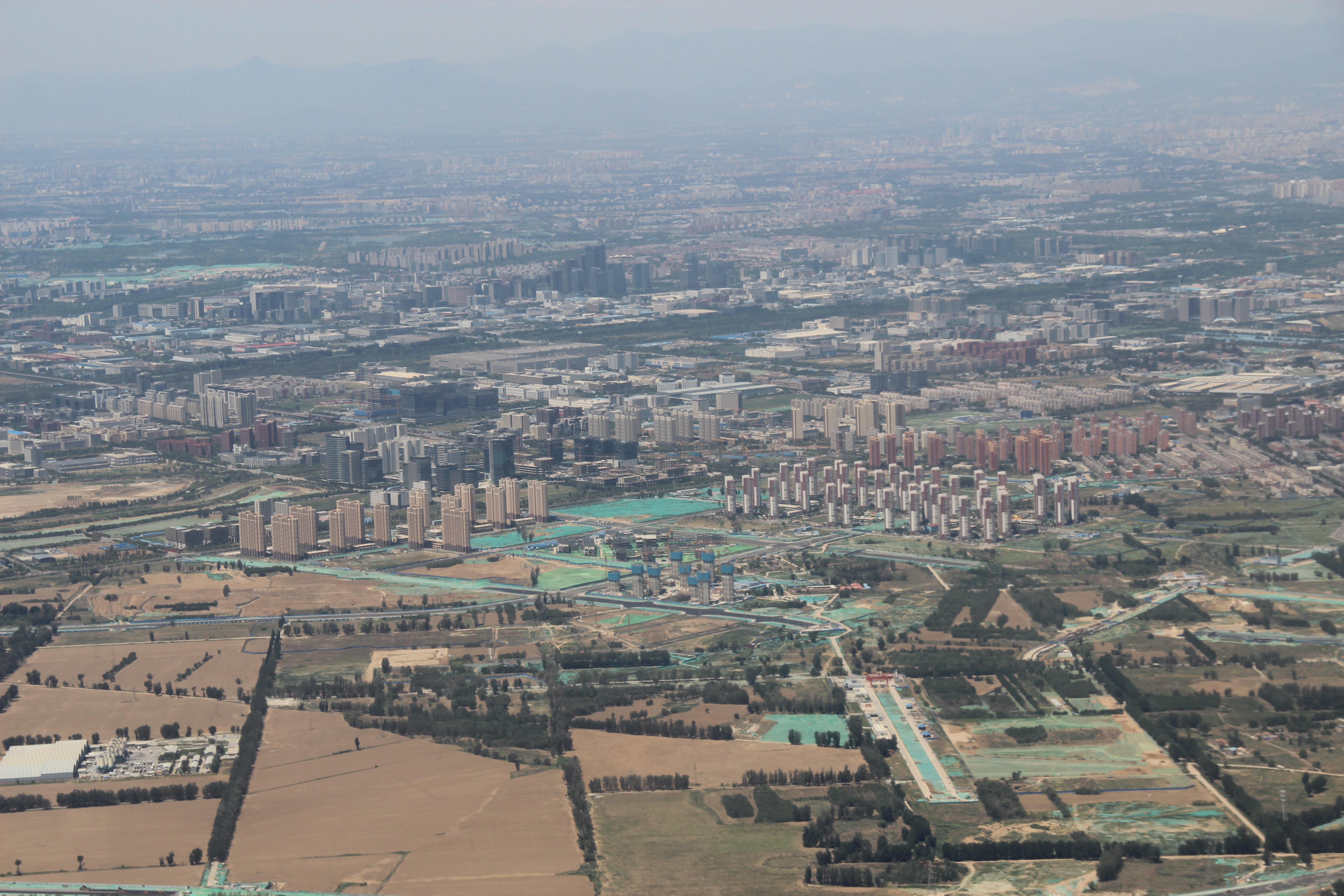
航拍亦庄及次渠（2019年7月）

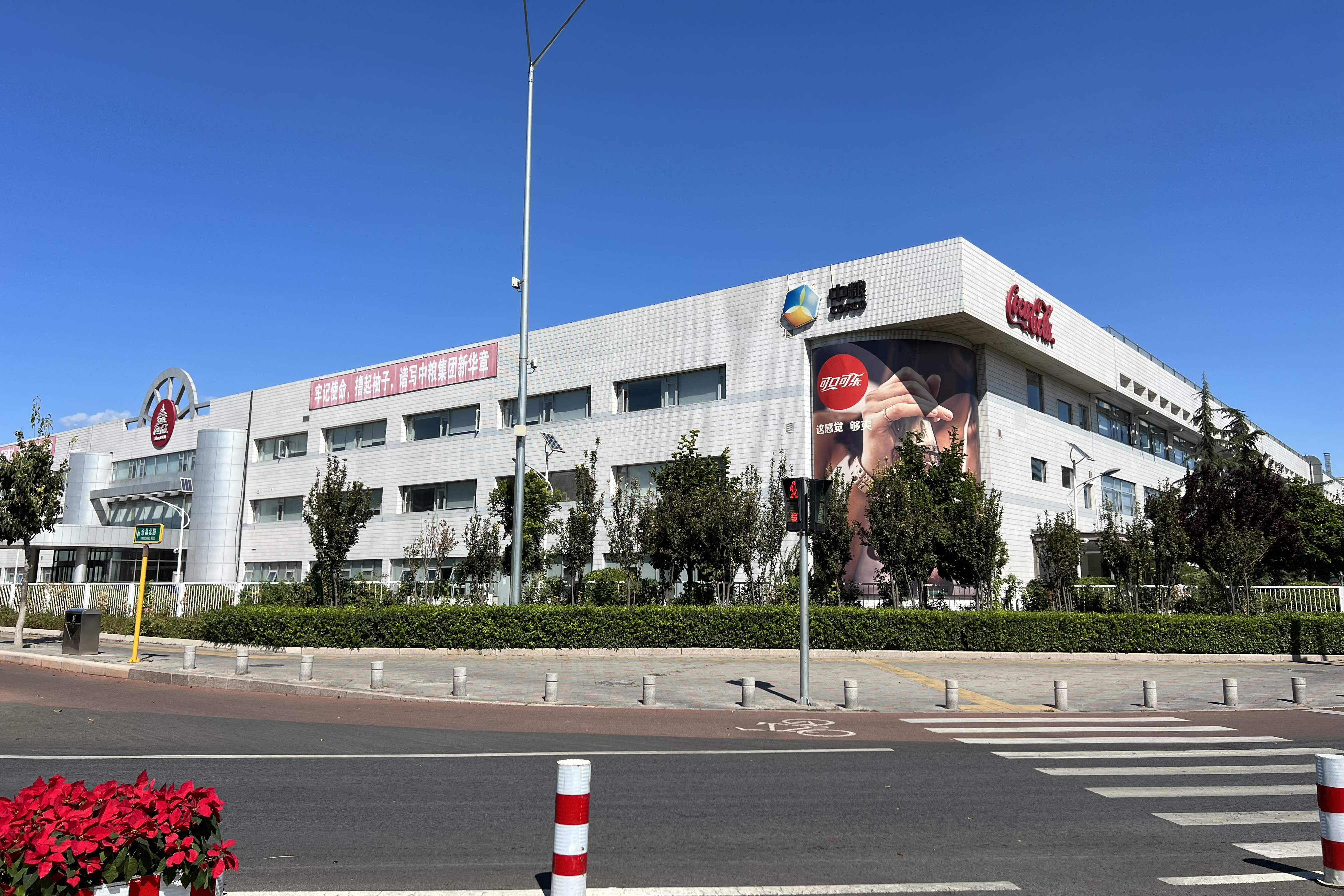
可口可乐公司1999年在亦庄设厂

北京经济技术开发区位于北京东南部，在凉水河以东，五环路外的亦庄镇，于1991年8月15日获得批准开始筹建，当时称“亦庄工业开发区”，次年开始动工建设。1994年国务院正式批准为国家级开发区。初期开发区的规划面积为15.8平方公里，主要是凉水河以东，京津塘高速公路以西，南五环以南，马驹桥以北的区域内，初期开发区域在2008年基本建设完成。2002年8月，经过国务院批准开发区扩区，使开发区的总体规划面积达到46.8平方公里。延伸京津塘高速公路以东，并扩展到了新京津高速公路以西的范围内。2010年，北京市授权开发区统一开发和管理大兴区12平方公里产业及配套用地，开发区实际管辖面积达到59.6平方公里。2019年1月26日，北京市决定调整开发区管理体制，由开发区统一规划和开发建设亦庄新城，规划面积225平方公里。 

## 行政区划
北京经济技术开发区当前下辖2个街道：荣华街道、博兴街道。

## 地标建筑

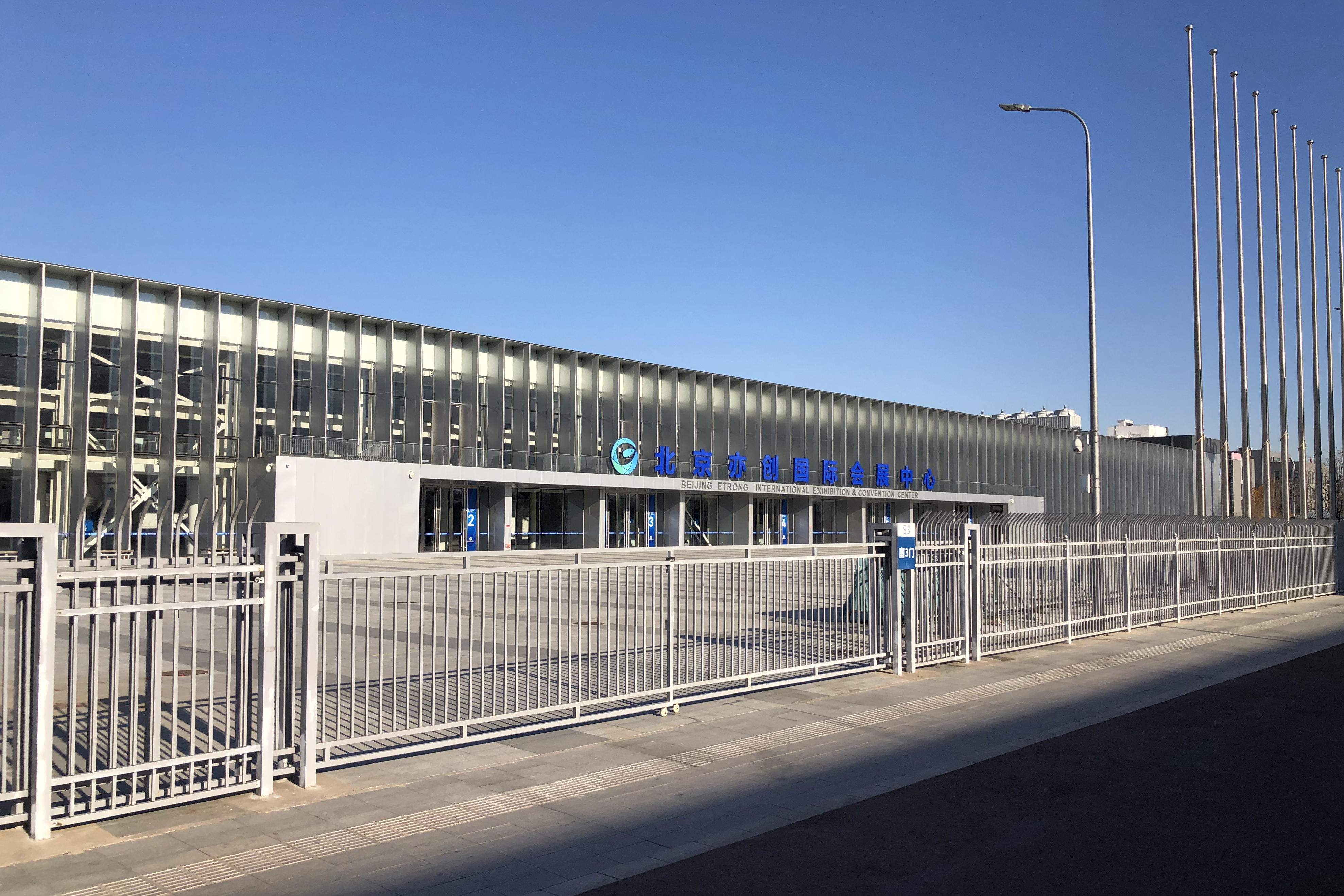
北京亦创国际会展中心

### 公共设施
- 同仁医院亦庄分院
- 亦庄体育中心
- 亦庄实验学校
- 亦庄医院
- 艾育华医院
- 南海子郊野公园

### 大厦
- 博达朝林大厦（其中博大大厦为亦庄开发区管委会所在地）
- 锦江富园大酒店
- 中航技广场

### 会展
- 北京亦创国际会展中心

## 交通

### 公路交通
开发区的公路比较发达，开发区全部区域，包括未开发区域都铺设公路，开发区紧邻京津塘高速和五环路，加之2006年修通的荣华北路和成寿寺路使得驾车从开发区进入城区的速度和线路都增加很多。
目前开发区来往市区和其他区域的主要道路为：
- 成寿寺路（包括西环北路，三台山路），向北可至三环路
- 博大路，向北可至四环路
- 京沪高速，向北可至三环路
- 五环路（荣华桥，亦庄桥）
- 北京绕城高速（马驹桥）
- 通马路（至通州区，京津高速公路）

### 公共交通

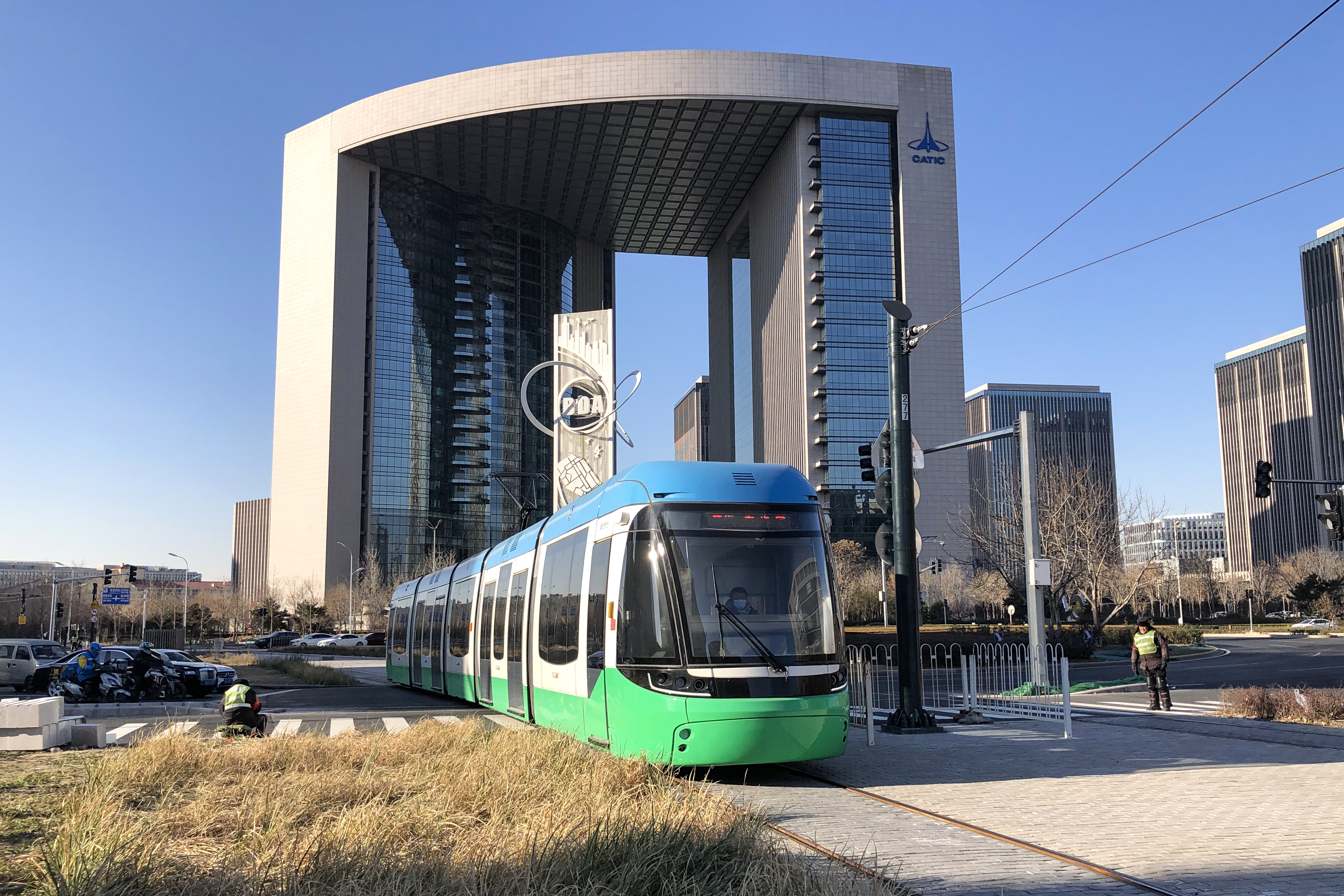
北京亦庄新城现代有轨电车T1线驶经荣昌东街

开通于2010年12月30日的北京地铁亦庄线作为开发区来往北京城区的主要公共交通方式。该线路北起与 █ 5号线、 █ 10号线交汇的宋家庄站，南至亦庄火车站。2020年12月31日开通的亦庄有轨电车T1线成为开发区第二条轨道交通线路。2021年12月31日开通的北京地铁17号线成为开发区第三条轨道交通线路。
京津城际铁路途径北京经济技术开发区（225平方公里范围）并设亦庄站，2024年9月29日正式开办客运业务。

### 自动驾驶示范区
2020年9月，北京市提出以北京经济技术开发区全域（60平方公里）为核心建设的北京市高级别自动驾驶示范区，同时在经开区设置智能网联汽车数据交互与应用国家平台。2021年4月，北京市在经开区设立中国首个智能网联汽车政策先行区。

## 管委会沿革
北京经济技术开发区管理委员会为北京市人民政府派出机构，1992年7月由成立仅1年的北京市亦庄工业开发区管理委员会更名而来。同年管委会开始在万源街3号建设其第一座办公楼，1993年4月26日正式投入使用，俗称“小红楼”，这座初代管委会办公楼于2020年8月25日改为北京经开区区史馆。
1994年4月，经开区培训中心楼在“小红楼”对面的万源街4号建成，成为经开区管委会第二代办公楼，俗称“小白楼”，该建筑现为经开区政务服务中心。2004年8月，经开区各部门迁入荣华中路15号的博大大厦，即管委会现址。

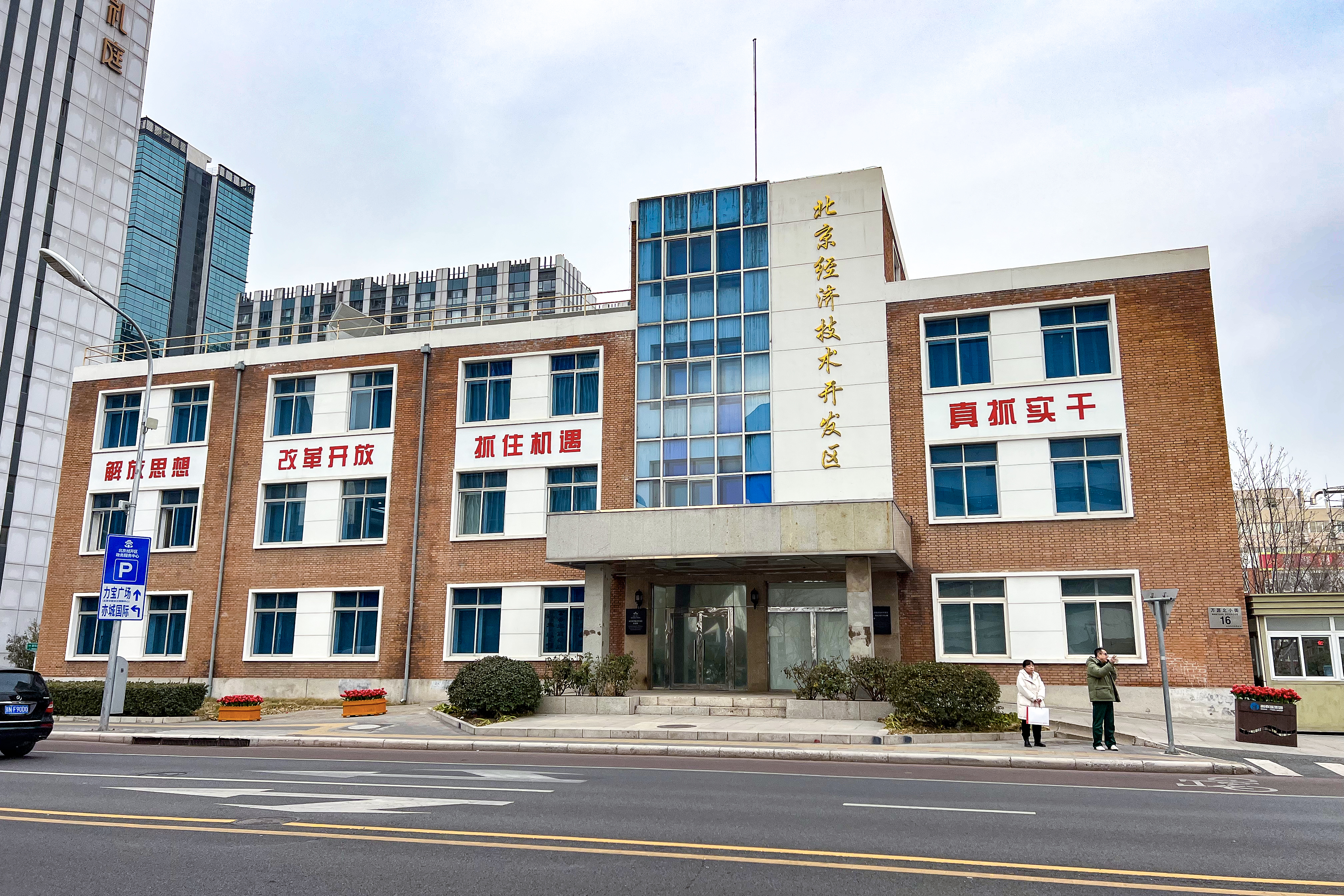
经开区管委会初代办公楼，现为区史馆
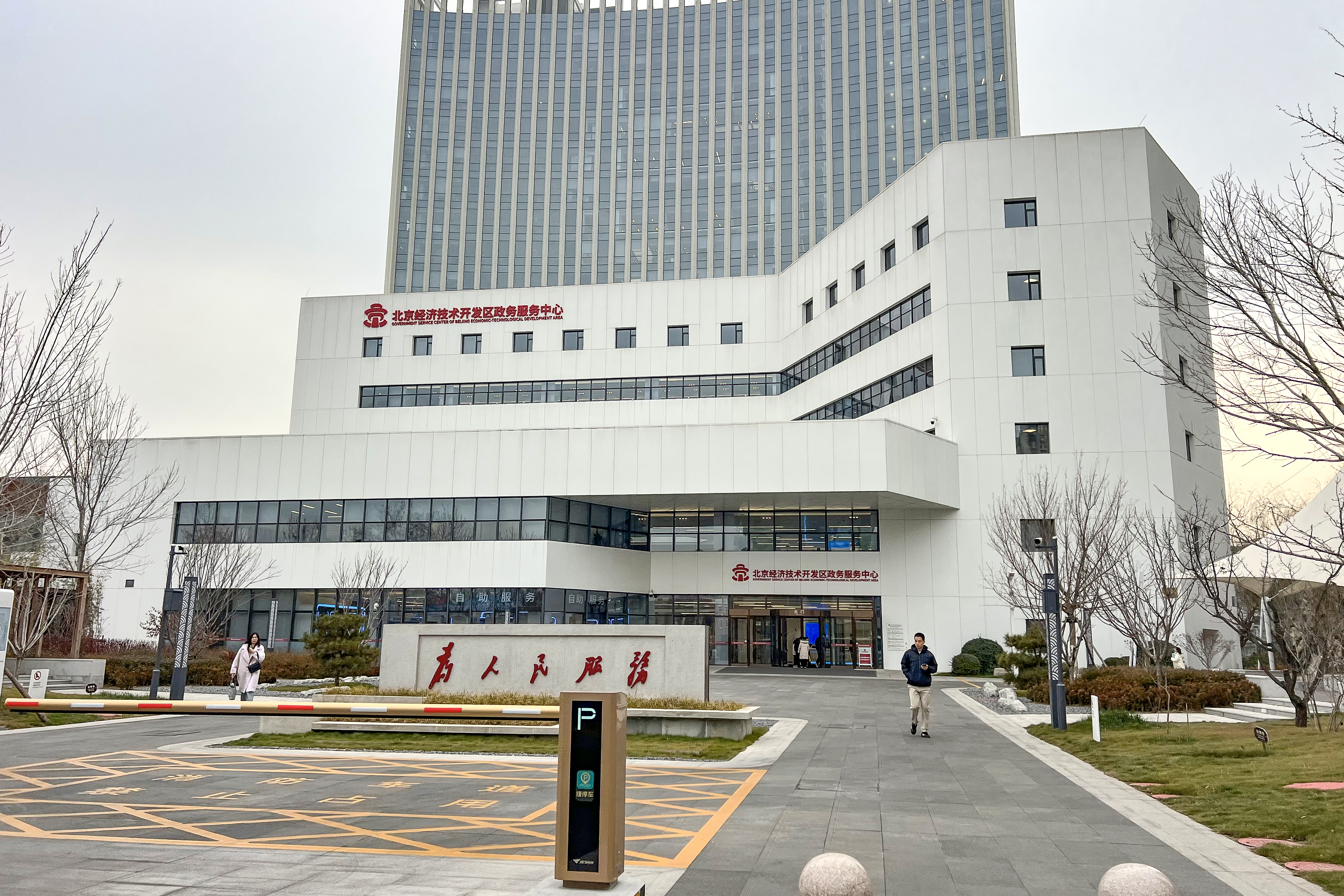
经开区管委会第二代办公楼，现为经开区政务服务中心
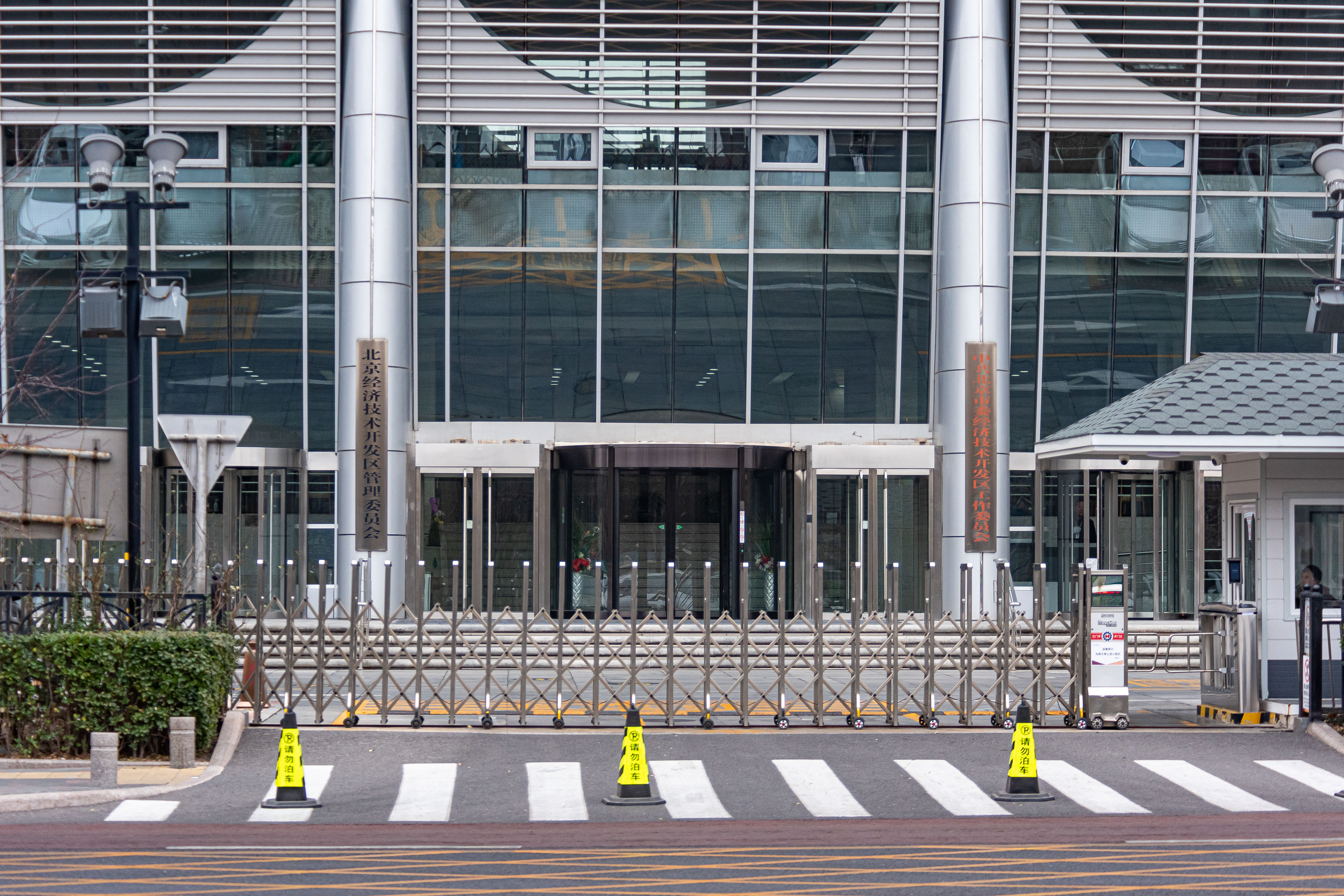
经开区管委会现址正门